# Liste der Naturschutzgebiete im Landkreis Birkenfeld
Im Landkreis Birkenfeld in Rheinland-Pfalz gibt es 23 Naturschutzgebiete, die zusammen eine Fläche von etwa 933 Hektar einnehmen.
| Name                          | Bild | Kennung               | Einzelheiten | Position | Fläche Hektar | Datum |
| ----------------------------- | ---- | --------------------- | --- | -------- | ------------- | ----- |
| Kammerwoog-Krechelsfels       | BW   | 7134-002 WDPA: 318627 | | ⊙        | 49            | 1998  |
| Gefallener Felsen             | BW   | 7134-051 WDPA: 163210 | | ⊙        | 7,2           | 1988  |
| Birkenfelder Tongrube         | BW   | 7134-052 WDPA: 82722  | | ⊙        | 31,6          | 1982  |
| Schwarzenbruch                | BW   | 7134-057 WDPA: 165503 | | ⊙        | 110           | 1988  |
| Dudelsackbruch                | BW   | 7134-061 WDPA: 162810 | | ⊙        | 23            | 1987  |
| Badischbruch                  | BW   | 7134-064 WDPA: 162321 | | ⊙        | 19            | 1987  |
| Engelswäsgeswiese             | BW   | 7134-065 WDPA: 162952 | | ⊙        | 46            | 1987  |
| Traunwiesen                   | BW   | 7134-068 WDPA: 165936 | | ⊙        | 7,8           | 1988  |
| Spring                        | BW   | 7134-070 WDPA: 165625 | | ⊙        | 74            | 1988  |
| Pannenfels                    | BW   | 7134-071 WDPA: 82302  | | ⊙        | 7,8           | 1940  |
| Langbruch                     | BW   | 7134-073 WDPA: 164338 | | ⊙        | 49            | 1985  |
| Mörschieder Borr (Burr)       |      | 7134-076 WDPA: 82188  | Mörschied | ⊙        | 19,7          | 1940  |
| Fischbacher Felsen            | BW   | 7134-077 WDPA: 163104 | | ⊙        | 47,8          | 1988  |
| Kirschweiler Festung          |      | 7134-079 WDPA: 82067  | Hettenrodt | ⊙        | 40,2          | 1940  |
| Hosenbachtal                  | BW   | 7134-081 WDPA: 163803 | | ⊙        | 114           | 1990  |
| Wildenburg und Umgebung       | BW   | 7134-083 WDPA: 82916  | | ⊙        | 25,12         | 1940  |
| Rosselhalde                   |      | 7134-084 WDPA: 82441  | Kempfeld, Kirschweiler | ⊙        | 51,4          | 1939  |
| Thranenbruch                  | BW   | 7134-087 WDPA: 165881 | | ⊙        | 30            | 1985  |
| Riedbruch                     |      | 7134-088 WDPA: 82411  | | ⊙        | 93            | 1979  |
| Wiesen am Einschieder Hof     | BW   | 7134-096 WDPA: 166292 | | ⊙        | 17            | 1988  |
| Quellgebiet des Idarbaches    | BW   | 7134-098 WDPA: 165061 | | ⊙        | 10            | 1987  |
| Ochsenbruch                   |      | 7134-100 WDPA: 82272  | | ⊙        | 48            | 1979  |
| Alter Nahearm                 |      | 7141-003 WDPA: 162116 | Neubrücke (Nahe) südlich Neubrücke (Nahe) und südlich der A62, westlich und östlich der südlichen Auf-/Abfahrt Birkenfeld; Reste des Alten Nahearms mit Mahdwiesen unterhalb des Nohfels (mit Burgstall) direkt an der Landesgrenze zum Saarland. | ⊙        | 4,66          | 1988  |
| Legende für Naturschutzgebiet |      |                       | |          |               |       |